# Ministerio del Interior de Georgia
El Ministerio del Interior de Georgia (en georgiano: საქართველოს შინაგან საქმეთა სამინისტრო), abreviado MIG (შსს), es la agencia de seguridad interna de mayor poder en Georgia, cuyo jefe (Ministro) es miembro del gobierno. El Ministerio es responsable ante el Gobierno y cumple las tareas que le impone el Primer Ministro.
Vakhtang Gomelauri es el actual Ministro del Interior. La oficina principal del Ministerio está en Tiflis.

## Historia

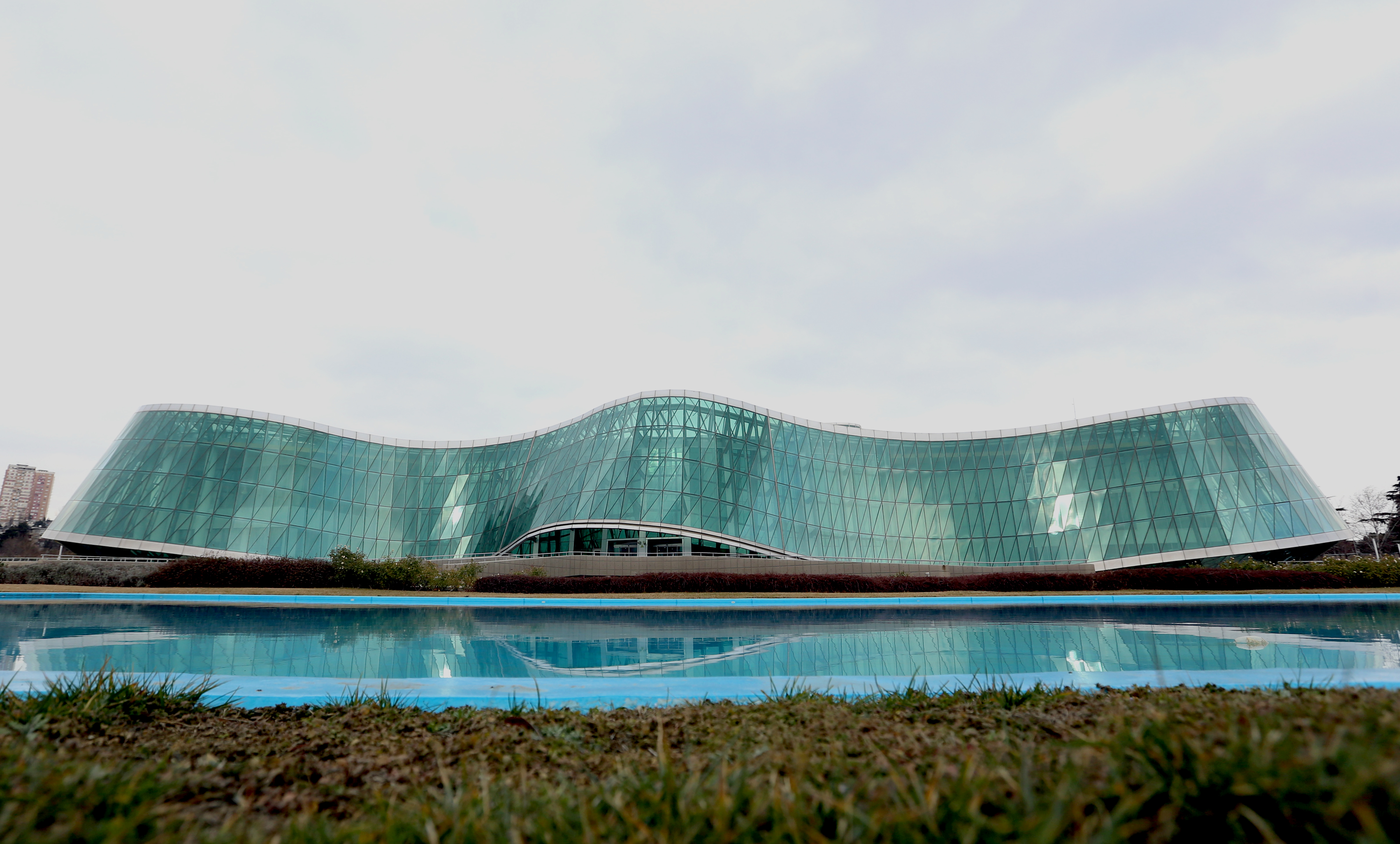
Sede del departamento de policía de Georgia.

Después de la independencia de Georgia el 26 de mayo de 1918, en la reunión del Consejo Nacional se formó el Ministerio del Interior de Georgia. Sus principales tareas incluían la lucha contra las manifestaciones antitrrevolucionarias, la propaganda bolchevique, la malversación de fondos públicos, entre otros.
El 25 de febrero de 1921, con la ayuda de Rusia, los bolcheviques georgianos derrocaron al gobierno menchevique de Georgia. Desde ese día, el Ministerio del Interior independiente fue disuelto. Por decisión del Comité Revolucionario Georgiano del 6 de marzo de 1921, se creó el Comisariado del Pueblo de Asuntos Internos de Georgia para reemplazar el anterior ministerio.
El 8 de agosto de 1941, por Decreto del Presidium del Consejo Supremo de la República Socialista Soviética de Georgia, el Comisario del Pueblo de Asuntos Internos y el Comisario del Pueblo de Seguridad del Estado se fusionaron en el Comisario del Pueblo de Asuntos Internos.
El 15 de abril de 1953, el Consejo Supremo de la República Socialista Soviética de Georgia aprobó una ley sobre la Transformación de los Ministerios Estatales de la República Socialista Soviética de Georgia. Según la nueva ley, el Ministerio de Seguridad del Estado se fusionó con el Ministerio del Interior de la República Socialista Soviética de Georgia.
El 10 de abril de 1954, por Decreto del Presidium del Consejo Supremo de la RSS de Georgia, se fundó el Comité de Seguridad del Estado (KGB) dependiente del Consejo de Ministros de la RSS de Georgia. El 18 de septiembre de 1962, por Decreto del Consejo Supremo de la RSS de Georgia, el Ministerio del Interior de la RSS de Georgia se convirtió en el Ministerio de Seguridad Pública de la República. 
El 19 de noviembre de 1968 recuperó su antiguo nombre: Ministerio del Interior. Desde la introducción de amplias reformas en la aplicación de la ley en Georgia en 2003, el Ministerio de Seguridad del Estado se fusionó con el Ministerio del Interior. A partir de las reformas implementadas durante el año 2015, se llevó a cabo la separación organizativa e institucional de la policía y los servicios de seguridad del Estado. Se creó un Servicio de Seguridad Estatal Independiente.

## Proyectos y Reformas

### Departamento de Policía de Patrulla

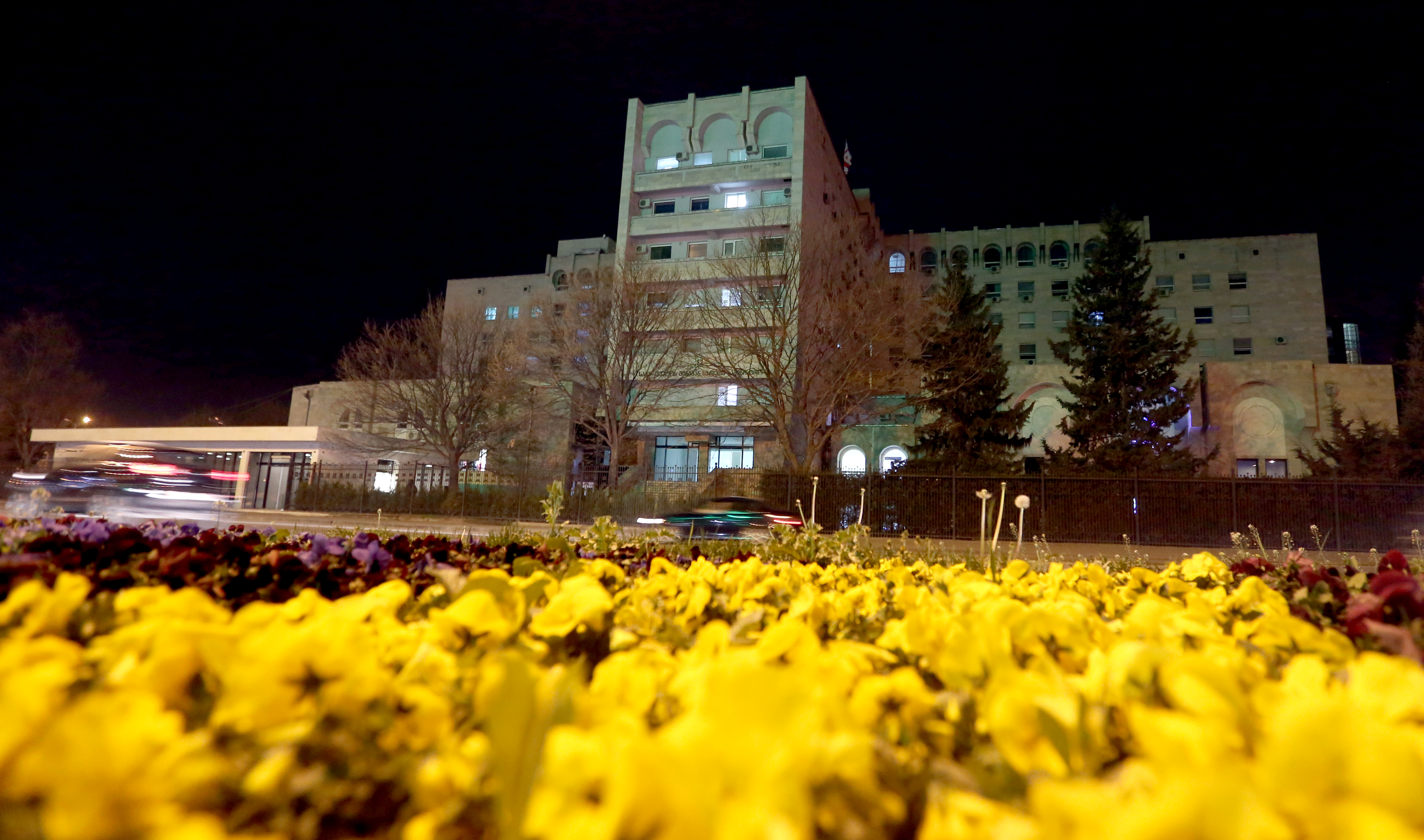
Edificio del Ministerio del Interior de Georgia.

El Departamento de Policía de Patrulla es un departamento del Ministerio del Interior de Georgia que representa un organismo estatal que sirve a la sociedad civil y garantiza la seguridad de cada ciudadano. Las principales funciones del departamento son la protección del estado y el orden público, así como la respuesta a las infracciones y cualquier otra amenaza posible, su prevención y prevención, la protección de las personas físicas y jurídicas contra cualquier acción ilegal, la protección de la seguridad de los participantes en el tráfico vial, la supervisión del cumplimiento de las normas de tráfico vial, la ejecución de las medidas pertinentes para la prevención de accidentes de tráfico; sus funciones también incluyen la lucha contra la migración ilegal, su prevención, detección y eliminación en los ámbitos de su competencia. 

### Departamento de Protección de los Derechos Humanos
El Departamento de Protección de los Derechos Humanos se creó en enero de 2018, un mes después del nombramiento de Giorgi Gakharia como Ministro del Interior. El Departamento de Protección de los Derechos Humanos garantiza una respuesta oportuna y una investigación efectiva en categorías particulares de casos, como violencia doméstica, violencia contra la mujer, delitos cometidos por discriminación, trata de personas y delitos cometidos por/contra menores. La Directora del Departamento es la Sra. Londa Toloraia desde el día de su fundación.

### 112

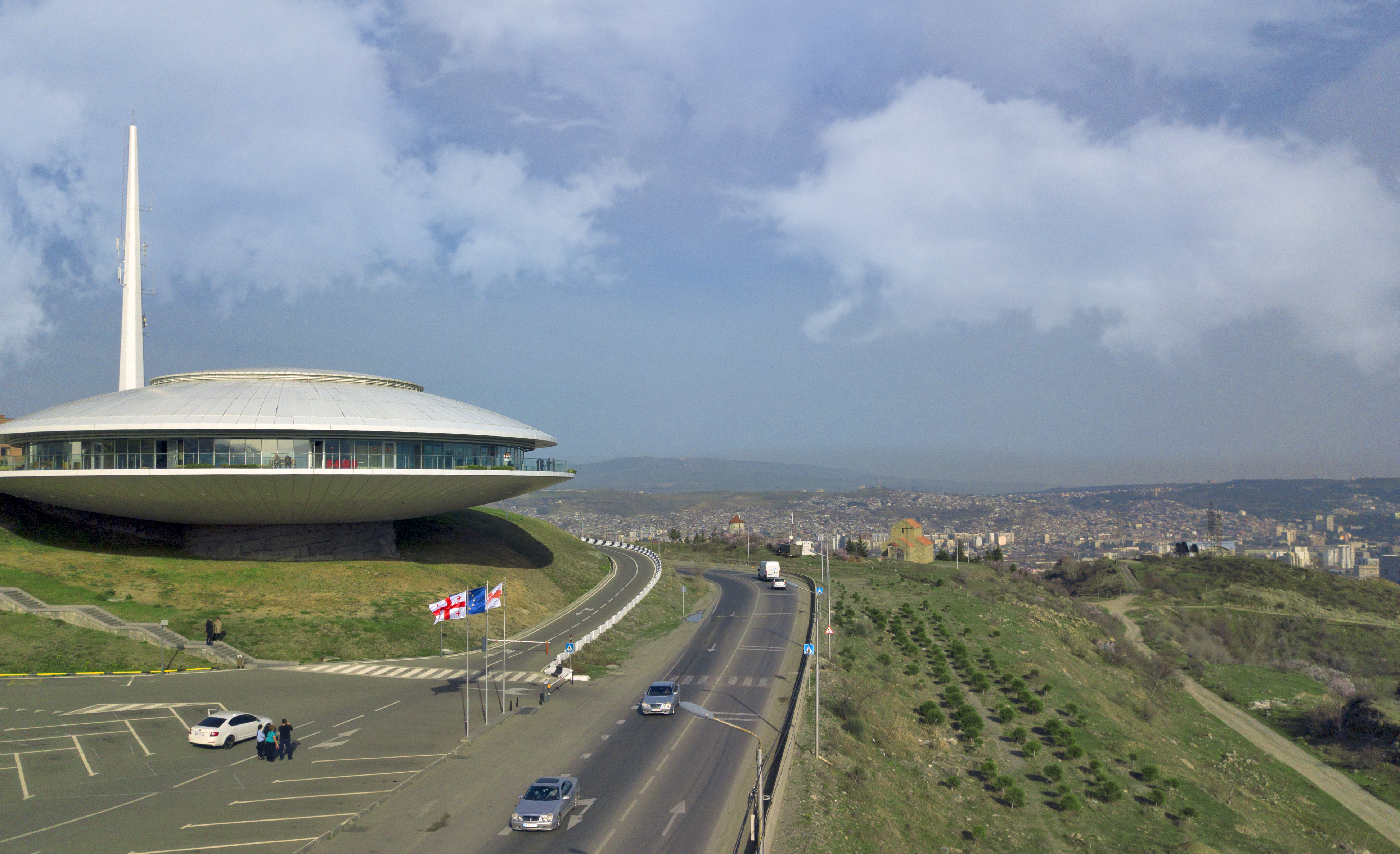
Edificio 112 en Tbilisi

Para establecer un sistema eficaz de gestión de situaciones de emergencia, en 2012 se puso en marcha el número de emergencia conjunto “112”, que recibe informes sobre la necesidad de asistencia urgente de diferentes puntos de Georgia y los transmite a los servicios correspondientes las 24 horas del día, los 7 días de la semana. El “112” es la Entidad Jurídica de Derecho Público del Ministerio del Interior de Georgia. Con el 112 se puede llamar a la policía, a los bomberos y al servicio médico de urgencia.

## Divisiones y agencias especiales
El MIA despliega numerosas subdivisiones designadas para situaciones de crisis y emergencia extraordinarias. Entre ellas se incluyen medidas especiales y capacidades de despliegue rápido para acontecimientos concretos, como disturbios o guerra biológica y química utilizada contra la población civil por entidades hostiles. Para estos últimos eventos se emplea especialmente la Agencia de Gestión de Emergencias, que es responsable de lidiar con cualquier tipo de desastre natural o provocado por el hombre. El Departamento de Tareas Especiales se creó para brindar una respuesta rápida para mantener el orden público y la seguridad como fuerza operativa de apoyo a todas las demás divisiones. Sus unidades tienen, entre otras varias obligaciones, también la tarea de proteger el vital oleoducto Bakú-Supsa. El STD también es capaz de realizar operaciones de combate en apoyo de las fuerzas armadas de Georgia y lo hizo durante la guerra de 2008. Sin embargo, la seguridad general de los oleoductos y gasoductos es responsabilidad general del Departamento de Protección Estratégica de Oleoductos y Gasoductos (SPPD). La principal fuerza quirúrgica contra el crimen y el terrorismo son el Departamento Anticrimen y el Centro de Operaciones y Emergencias Especiales. La unidad más elogiada y reconocida de Georgia, sin embargo, el Centro Antiterrorista ya no es parte del MIA sino que fue transferido al Servicio de Seguridad del Estado  y ha estado involucrado frecuentemente en misiones y maniobras internacionales como la más reciente Jackal Stone 2016, como parte activa de los esfuerzos globales contra el terrorismo desde el comienzo de la Guerra contra el Terror.
Las estructuras cooperan intensamente con las Naciones Unidas, la Organización para la Seguridad y la Cooperación en Europa, la Organización del Tratado del Atlántico Norte y otros servicios internacionales en el ámbito del intercambio de información sobre terrorismo y cuestiones legislativas.

## Responsabilidades
- Realizar medidas preventivas con el fin de combatir la delincuencia y otros delitos.
- Detección y respuesta ante delitos y otras infracciones
- Protección y control de la frontera estatal (incluida la frontera marítima)
- Protección de oleoductos estratégicos
- Prevención y lucha contra la migración ilegal
- Realización de actividades de licencias, permisos y registros
- Garantizar la seguridad vial
- Realización de actividades de búsqueda y rescate
- Realizar las actividades previstas por la ley en el estado de excepción y en tiempo de guerra.
- Implementación de medidas de protección civil durante emergencias
- Realización de actividades forenses
- Formación y desarrollo de competencias del personal policial y de seguridad del Estado

## Organización
El Ministerio se divide en diferentes unidades estructurales: Departamentos, Divisiones, unidades estructurales en forma de Personas Jurídicas de Derecho Público. El Ministerio está dirigido por el ministro y cinco Viceministros.

### Viceministros
- Kakhaber Sabanadze
- Nino Tsatsiashvili
- Giorgi Butkhuzi
- Vladimer Bortsvadze
- José Chelidze

Subunidades:
- Administración del Ministerio (Departamento)
- Inspección General (Departamento)
- Departamento Económico
- Departamento de Logística
- Departamento de Gestión de Recursos Humanos
- Departamento de Criminalística Forense
- Departamento de Información y Análisis
- Departamento Central de Policía Criminal
- Departamento de Policía de Patrulla
- Departamento de Relaciones Internacionales
- Departamento de Detención Temporal
- Departamento de Comunicaciones Estratégicas
- Departamento de Auditoría Interna
- Departamento Operativo
- Departamento de Migración
- Departamento Jurídico
- Departamento de Protección Estratégica de Ductos
- Departamento de Tareas Especiales
- Departamento de Protección de Instalaciones
- Centro de Operaciones Conjuntas (Departamento)
- Departamento de Protección de los Derechos Humanos [11][12]

Órganos territoriales:
- Departamento de Policía de la República Autónoma de Abjasia
- Departamento de Policía de la República Autónoma de Adjara
- Departamento de policía de Tiflis
- Departamento de Policía de Mtskheta-Mtianeti
- Departamento de policía de Shida Kartli
- Departamento de policía de Kvemo Kartli
- Departamento de policía de Kakheti
- Departamento de Policía de Samtskhe-Yavakheti
- Departamento de policía de Imereti, Racha-Lechkhumi y Kvemo Svaneti
- Departamento de policía de Guria
- Departamento de policía de Samegrelo-Zemo Svaneti

LEPL 
- Academia del Ministerio del Interior
- Departamento de Policía de Seguridad
- 112
- Agencia de servicios
- Servicio de Salud
- Departamento de Reservas Materiales del Estado

Organizaciones inferiores:
- Policía fronteriza de Georgia

## Presupuesto
El presupuesto del Ministerio del Interior para el año 2023 es de 1.100 millones de lari (414,3 millones de dólares), lo que supone un aumento de 143,5 millones de lari (54,05 millones de dólares) en comparación con el año 2022.

## Requisitos
- Dirección: calle G.Gulua, 10. Tiflis
- Teléfono: 112